# Стів Вуддін
Стів Вуддін (англ. Steve Wooddin, нар. 6 січня 1955, Беркенгед, Велика Британія) — новозеландський футболіст англійського походження, який грав на позиції нападника. Відомий за виступами у новозеландських клубах «Данідін Сіті» та «Крайстчерч Юнайтед», австралійському клубі «Саут Мельбурн», а також у складі збірної Нової Зеландії, у складі якої брав участь у чемпіонаті світу 1982 року, автор одного з двох забитих м'ячів новозеландської збірної на її першому чемпіонаті світу.

## Клубна кар'єра
Стів Вуддін народився у передмісті Ліверпуля Беркенгеді. та розпочав виступи на футбольних полях у місцевому клубі «Кеммел Лейрд» у 1972 році. У 1975 році грав у клубі «Транмер Роверз», пізніше виступав у нижчолігових англійських клубах «Нью-Брайтон» і «Вінсфорд Юнайтед». У 1977 році перебрався до Нової Зеландії, де отримав місцеве громадянство, та розпочав виступи у клубі «Данідін Сіті», де був одним із кращих бомбардирів, відзначившись у 62 проведених матчах 32 забитими м'ячами. У 1981—1983 роках грав у Австралії за клуб «Саут Мельбурн». У 1983 році повернувся до Нової Зеландії, де грав у клубах «Крайстчерч Юнайтед» і «Крайстчерч Текнікел». У 1989 році завершив виступи на футбольних полях.

## Виступи за збірну
У збірній Нової Зеландії Стів Вуддін дебютував у 1980 році. Наступного року разом із Стівом Самнером він став одним із кращих бомбардирів відбіркового турніру до чемпіонату світу, відзначившись у ньому 8 забитими м'ячами, за підсумками якого новозеландська збірна уперше пробилась на чемпіонат світу. Наступного року на чемпіонаті світу Вуддін, разом із Самнером, став одним із двох перших авторів забитих м'ячів новозеландської збірної на чемпіонаті світу в матчі зі збірною Шотландії. Після чемпіонату світу, на якому новозеландці вибули після групового турніру, Вуддін через травми рідко грав у складі національної збірної, останній матч у футболці збірної Нової Зеландії він провів наприкінці 1984 року, всього зігравши у 24 матчах збірної, у яких він відзначився 11 забитими м'ячами.